# ميغان تاندي
ميغان إيفون تاندي (بالإنجليزية: Meagan Tandy) (ولدت في 3 مايو 1985) ممثلة وعارضة أزياء أمريكية، وحاملة لقب ملكة جمال سابقة بعدما توجت بمسابقة ملكة جمال كاليفورنيا الولايات المتحدة 2006 والوصيفة الثالثة في المنافسة على لقب ملكة جمال الولايات المتحدة الأمريكية 2007.
في المجال الفني عرفت عن دورها في فيلم غير قابل للإيقاف (2010).

## نشأتها
ولدت ميغان تاندي في فريمونت، كاليفورنيا وترعرعت في فونتانا، تخرج من مدرسة إيتيواندا الثانوية في رانشو كوكامونغا. كانت طالبة في كلية تشافي، وهي أول طالب من هذه المدرسة للفوز بلقب ملكة جمال كاليفورنيا الولايات المتحدة الأمريكية.

## روابط خارجية
- موقع ملكة جمال كاليفورنيا الولايات المتحدة الأمريكية الرسمي
- موقع ملكة جمال الولايات المتحدة الأمريكية الرسمي
- ميغان تاندي على موقع IMDb (الإنجليزية)
- ميغان تاندي على موقع ألو سيني (الفرنسية)
- ميغان تاندي على موقع أول موفي (الإنجليزية)
- ميغان تاندي على موقع قاعدة بيانات الفيلم (الإنجليزية)

| سبقه تاميكو ناش | ملكة جمال كاليفورنيا الولايات المتحدة الأمريكية 2007 | تبعه راكيل بيزلي |